# Championnats du monde de cyclisme sur piste 1894
Navigation
Chicago 1893 Cologne 1895

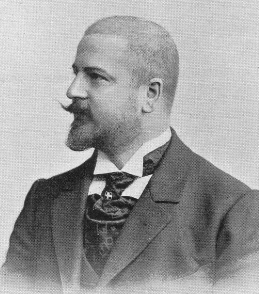
August Lehr (champion du monde de vitesse)

Les Championnats du monde de cyclisme sur piste 1894 ont eu lieu à Anvers, les 12 et 13 août 1894. 
Trois épreuves sont au programme : la vitesse, le demi-fond et une course de 10 kilomètres, aujourd'hui connue  comme le scratch. Les courses sont organisées pour les amateurs. La vitesse s'est disputée sur une distance d'environ un mile et le demi-fond sur 100 kilomètres. Seuls quelques centaines de spectateurs ont assisté aux épreuves.

## Résultats
| Compétition | Or                    | Argent                 | Bronze                          |
| ----------- | --------------------- | ---------------------- | ------------------------------- |
| Vitesse     | August Lehr Allemagne | Jaap Eden Pays-Bas     | William Broadbridge Royaume-Uni |
| Demi-fond   | Wilhelm Henie Norvège | Jack Green Royaume-Uni | Jan Van Oolen Belgique          |
| 10 km       | Jaap Eden Pays-Bas    | John Green Royaume-Uni | Tommy Osborne Royaume-Uni       |

## Tableau des médailles
| Rang  | Nation      | Or | Argent | Bronze | Total |
| ----- | ----------- | -- | ------ | ------ | ----- |
| 1     | Pays-Bas    | 1  | 1      | 0      | 2     |
| 2     | Allemagne   | 1  | 0      | 0      | 1     |
| 2     | Norvège     | 1  | 0      | 0      | 1     |
| 4     | Royaume-Uni | 0  | 2      | 2      | 4     |
| 5     | Belgique    | 0  | 0      | 1      | 1     |
| Total | Total       | 3  | 3      | 3      | 9     |